# Cunheira
Cunheira é uma povoação portuguesa sede da Freguesia de Cunheira do Município de Alter do Chão, freguesia com 37,08 km² de área e 291 habitantes (censo de 2021), tendo, por isso, uma densidade populacional de 7,8 hab./km².

## História
É a mais recente freguesia do concelho, tendo sido criada a 20 de fevereiro de 1976. Até essa data fez parte da freguesia de Chancelaria.

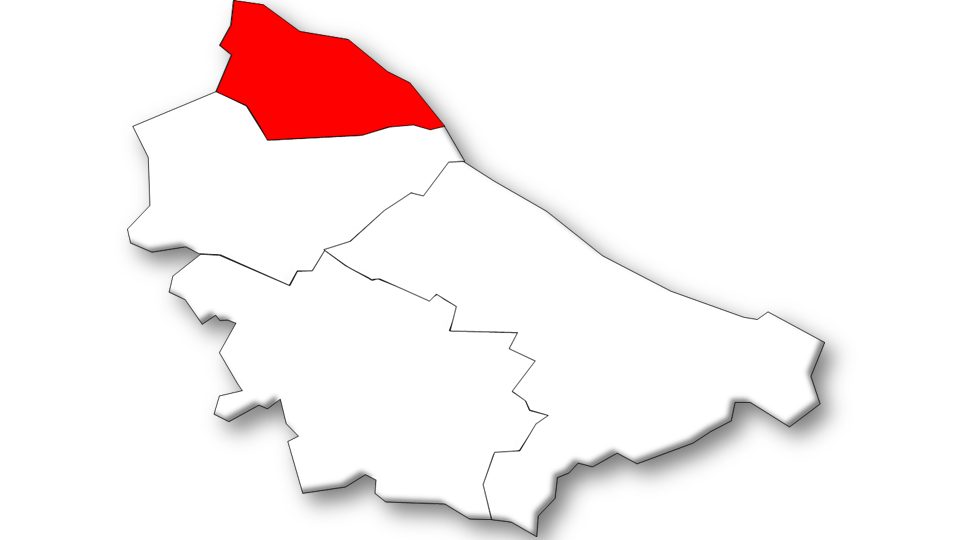
Localização da Freguesia de Cunheira no Município de Alter do Chão

## Demografia
A população registada nos censos foi:
| Distribuição da População por Grupos Etários | Distribuição da População por Grupos Etários | Distribuição da População por Grupos Etários | Distribuição da População por Grupos Etários | Distribuição da População por Grupos Etários |
| -------------------------------------------- | -------------------------------------------- | -------------------------------------------- | -------------------------------------------- | -------------------------------------------- |
| Ano                                          | 0-14 Anos                                    | 15-24 Anos                                   | 25-64 Anos                                   | > 65 Anos                                    |
| 2001                                         | 55                                           | 44                                           | 164                                          | 194                                          |
| 2011                                         | 32                                           | 37                                           | 162                                          | 158                                          |
| 2021                                         | 33                                           | 20                                           | 113                                          | 125                                          |